# Бочаров, Михаил Васильевич
Михаил Васильевич Бочаров (2 ноября 1872, Петербург — 29 апреля 1936, Ленинград) — русский и советский оперный певец (бас-баритон), педагог вокала. Заслуженный артист Республики (1925).

## Биография
Обучался одновременно на юридическом факультете Киевского университета (окончил в 1898 году) и в Киевском музыкальном училище у педагога К. Эверарди (окончил в 1900 году).
С 1896 года выступал на эстраде.
Несколько месяцев стажировался по вокалу в Милане у М. Петца. В конце 1900 года, вернувшись в Россию, дебютировал в московском Товариществе русской частной оперы. В течение нескольких сезонов выступал в Киеве (1901—1903; антреприза М. Бородая, 1905), в Москве (1906, Опера С. Зимина), Петербурге (1906, антреприза Е. Кабанова и К. Яковлева), Баку (1909, антреприза П. Зурабова), Петербурге (с 1915, антреприза А. Аксарина).
После Октябрьской революции продолжил карьеру певца: пел в Петроградском Народном доме, выступал в оперных театрах Свердловска (до 1923 и в течение 1928—1929 годов), Киева, Одессы, Баку.
В 1923—1928 солист ГАТОБа и МАЛЕГОТа.
Гастролировал в Харькове, Саратове, Н. Новгороде, Пскове, Томске, Смоленске, Туле, Орле, Курске.

## Творчество
Обладал мощным ровным во всех регистрах голосом с горловым призвуком, ярким сценическим темпераментом, природной музыкальностью. Несмотря на значительную форсировку голоса, частые выступления (порой давал по два концерта в день), сохранил голос до 62 лет.
С 1900 года начал участвовать в концертах Кружка любителей русской музыки. В 1926 году впервые исполнил в Ленинграде «Детские песенки» И. Стравинского. С 1932 года принимал участие в концертах с циклами программ, посвященными творчеству П. Чайковского и Р. Вагнера.
В камерном репертуаре певца были также романсы М. Глинки, М. Мусоргского, Ц. Кюи, Н. Римского-Корсакова, С. Рахманинова, А. Рубинштейна, А. Аренского.
Записывался на грампластинки в Москве (студия «Якоб-рекорд», 1903; «Граммофон», 1907; «Экстрафон», 1909; «Корона» 1911; «Одеон», 1912; «Пате»), Варшаве («Сирена», 1911), Киеве («Экстрафон», 1912).

### Репертуар
Оперный репертуар певца включал 93 партии.
Бочаров — первый исполнитель ряда партий: 2-й корабельщик («Сказка о царе Салтане», 1900), Иван-королевич («Кащей бессмертный», 1902), Князь Великого Китежа («Сказание о граде великом Китеже и тихом озере Светояре» С. Василенко, 1903), Монтанелли («Овод» В. Трамбицкого, 1929); Воццек в одноимённой опере Берга (на русской сцене).
Композитор и музыковед Борис Асафьев писал об исполнении Бочаровым партии Воццека: «Воццек в передаче Бочарова — артиста чуткого и вдумчивого — фигура незабываемая… Отдельные удачные подробности в роли — повороты, жесты, ходьба, интонации — немыслимо перечислять, но из них-то и складывается, как из „бросков“ и „клочков“, меткий и характерно нервный облик Воццека — Бочарова».
Среди прочих партий: Жорж Жермон («Травиата» Дж. Верди, 1906), Рудольф («Жизнь Латинского квартала» Р. Леонкавалло, 1907), Бекмессер («Нюрнбергские мейстерзингеры» Р. Вагнера, 1909); Лионель («Орлеанская дева» П. Чайковского, 1907), Кирилл Троекуров («Дубровский» Э. Направника); Эскамильо («Кармен» Ж. Бизе), Валентин («Фауст» Ш. Гуно), Граф де Невер («Гугеноты» Дж. Мейербера), Скарпиа («Тоска» Дж. Пуччини, 1912), Шарплес («Чио-Чио-сан» Дж. Пуччини, 1911, режиссёр П. С. Оленин), Себастьяно («Долина» Э. д’Альбера, 1911); Рейс («Девушка с Запада» Дж. Пуччини, 1913), Яго («Отелло» Дж. Верди, 1914), Ди Поза («Дон Карлос» Дж. Верди, 1917); Граф Чепрано («Риголетто» Дж. Верди, 1919), Мизгирь («Снегурочка» Н. Римского-Корсакова), Шакловитый («Хованщина» М. Мусоргского), Тонио ("Паяцы Р. Леонкавалло, 1923), Бродячий актер («Дальний звон» Ф. Шрекера, 1925); Ренато («Бал-маскарад» Дж. Верди), Форд («Фальстаф» Дж. Верди, 1925), Тьебо («Фленго» В. Цыбина, 1928); Король треф («Любовь к трем апельсинам» С. Прокофьева, 1926), Зурга («Искатели жемчуга» Ж. Бизе, 1927), Воццек («Воццек» А. Берга, 1927), Демон («Демон» А. Рубинштейна); Брат Мелитоне («Сила судьбы» Дж. Верди, 2-я ред., 1934), Григорий Грязной («Царская невеста» Н. Римского-Корсакова), Нелюско («Африканка» Дж. Мейербера), Амонасро («Аида» Дж. Верди), Риголетто (одноимённая опера Дж. Верди), Руслан («Руслан и Людмила» М. Глинки), Князь Игорь (одноимённая опера А. Бородина), Веденецкий гость («Садко» Н. Римского-Корсакова), Фигаро («Севильский цирюльник» Дж. Россини), Князь Елецкий и Граф Томский («Пиковая дама» П. Чайковского), Евгений Онегин (одноимённая опера П. Чайковского), Кочубей и Мазепа («Мазепа» П. Чайковского), Сильвио («Паяцы» Р. Леонкавалло), Януш («Галька» С. Монюшко), Вольфрам фон Эшенбах («Тангейзер» Р. Вагнера).

### Сотрудничество с другими артистами
Среди партнёров Бочарова: Ф. Шаляпин, А. М. Лабинский, В. Пикок, Е. С. Сливинская, Г. А. Боссе, Д. Д. Головин, Р. Г. Горская, П. Журавленко, В. Люце, Н. Сперанский, А. Улуханов, В. П. Дамаев, А. И. Добровольская, В. К. Павловская, В. Н. Петрова-Званцева, Е. М. Попова, С. И. Друзякина, Э. Кристман, А. М. Матвеев, О. В. Тарновская, В. М. Трубин, А. И. Хохлов, Д. С. Аграновский, Е. Ю. Евгеньева, П. Цесевич. В 1919 выступал в Киеве в концертах вместе с Л. Собиновым, Л. Сибиряковым и А. Мозжухиным.
Сотрудничал также с такими дирижёрами, как М. Голинкин, М. М. Багриновский, В. Дранишников, М. Ипполитов-Иванов, Э. Купер, И. Палицын, Е. Плотников, С. А. Самосуд, В. П. Ульрих (1927), Г. Г. Фительберг, Ф. Штидри (1934).

## Преподавательская работа
В начале 1900-х гг. преподавал в музыкальной школе Н. Тутковского (Киев). Среди учеников — П. Гусев, М. Донец.